# Ofiary II wojny światowej w ZSRR

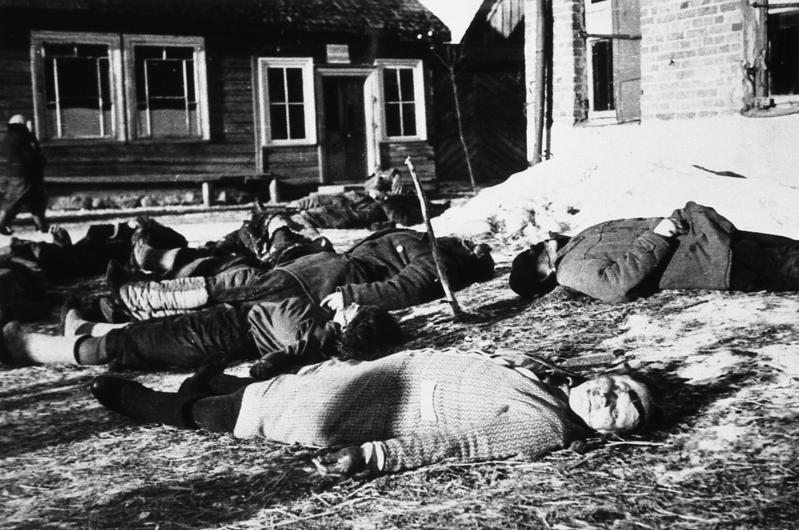
Martwi radzieccy cywile w pobliżu Mińska, Białoruś, 1943 r.

Liczba ofiar II wojny światowej w Związku Radzieckim wyniosła około 27 000 000 osób, cywilów oraz wojskowych, chociaż dokładne liczby są kwestionowane. W ZSRR za oficjalną liczbę ofiar uznano 20 milionów. Po transformacji ustrojowej rosyjski rząd szacuje na podstawie badań Rosyjskiej Akademii Nauk z 1993 r. radzieckie straty wojenne na 26,6 mln osób, w tym zmarłych w wyniku skutków działań wojennych. Liczba ta obejmuje 8 668 400 poległych wojskowych, wg szacunków rosyjskiego Ministerstwa Obrony.
Liczby opublikowane przez Ministerstwo Obrony Rosji zostały zaakceptowane przez większość historyków spoza Rosji. Jednak oficjalna liczba 8,7 mln ofiar wojskowych została zakwestionowana przez rosyjskich uczonych, którzy uważają, że liczba zabitych i zaginionych jeńców wojennych jest nieprawidłowa i konieczne są nowe badania, aby oszacować rzeczywisty rozmiar strat. Urzędnicy z Centralnego Archiwum Ministerstwa Obrony Federacji Rosyjskiej utrzymują, że ich baza danych zawiera nazwiska około 14 milionów zabitych i zaginionych pracowników. Prezydent Rosji Dmitrij Miedwiediew stwierdził w 2009 roku, że „dane o naszych stratach nie zostały jeszcze ujawnione... Musimy ustalić prawdę historyczną”. Dodał, że ponad 2,4 miliona osób nadal oficjalnie uważa się za zaginionych w akcji, z 9,5 miliona osób pochowanych w masowych grobach sześć milionów jest niezidentyfikowanych. Niektórzy rosyjscy uczeni oceniają całkowitą liczbę strat wojennych, zarówno cywilnych, jak i wojskowych, na ponad 40 milionów. W 2020 r. Michaił Mieltiuchow, który współpracuje z rosyjskim federalnym projektem archiwalnym, stwierdził, że 15,9–17,4 mln cywilów zostało zabitych na terytorium ZSRR przez nazistów podczas wojny.

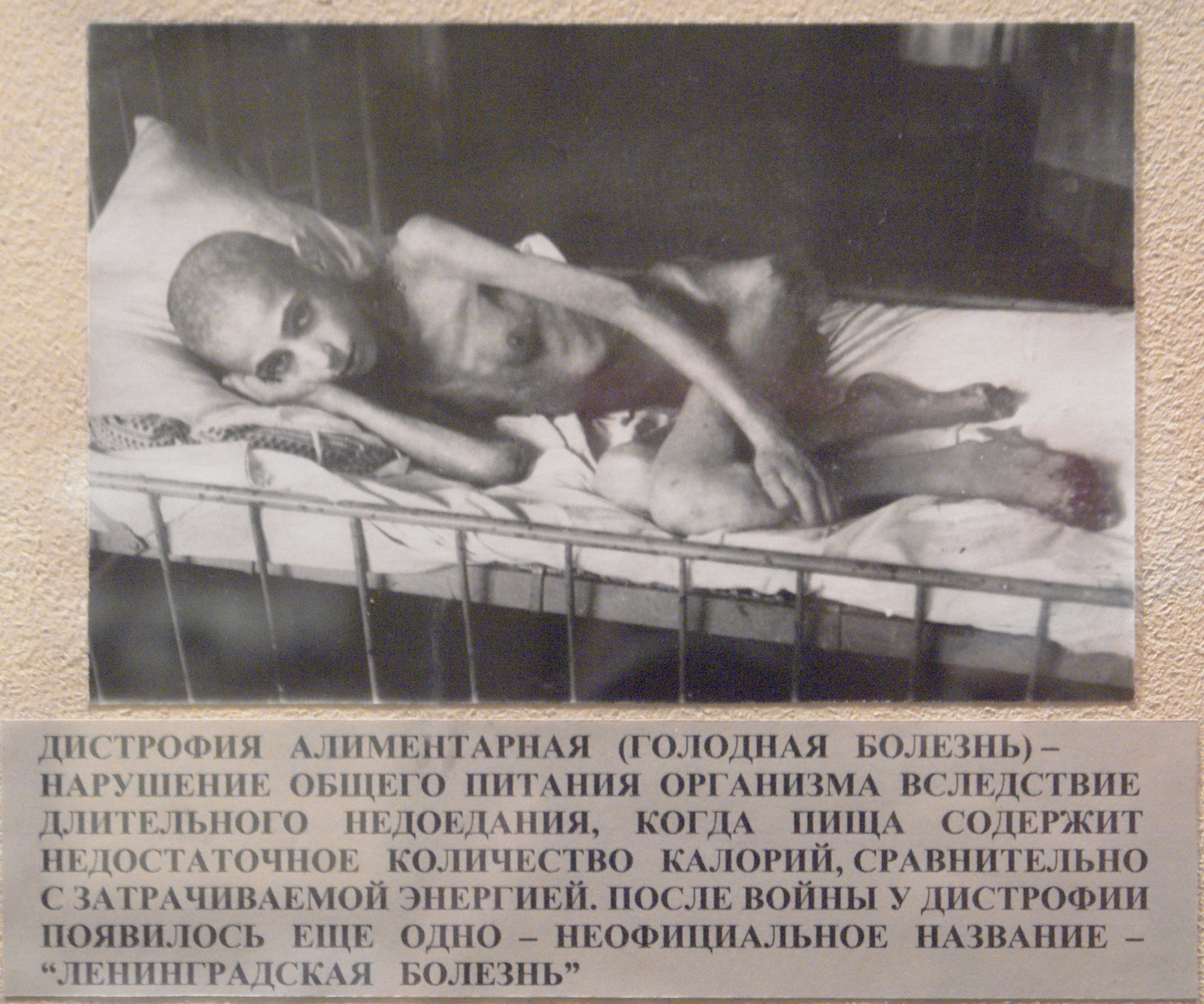
Ofiara głodu w oblężonym Leningradzie cierpiąca na zanik mięśni w 1941 r.

## Podsumowanie źródeł rosyjskich
Liczby ofiar II wojny światowej wyszczególnione w źródłach rosyjskich są następujące:
- W badaniu Kriwoszejewa wymieniono 8 668 400 ofiar: 5 226 800 zabitych w akcji, 1 102 800 zmarłych w szpitalach polowych w wyniku odniesionych ran, 555 500 zgonów poza walką, suma zmarłych jeńców i zaginionych to 4 559 000[18][19].

- W badaniu Kriwoszejewa wymieniono 500 000 rezerwistów powołanych do wojska, ale schwytanych przez wroga przed wcieleniem[19].

- Źródła rosyjskie podają 2 164 000 ofiar w wyniku cywilnej „pracy przymusowej w Niemczech”[20]. Wiktor Zemskow uważał, że w rzeczywistości były to ofiary wojskowe, które nie zostały uwzględnione w raporcie Kriwoszejewa. Zemskow oszacował liczbę ofiar wojskowych na 11,5 miliona[a].
- Skazani i dezerterzy wymienieni w badaniu Kriwoszejewa: 994 300[21][22] zostało skazanych przez sąd wojskowy, a 212 400 zostało zgłoszonych jako dezerterzy[23]. Liczby te nie są uwzględnione w sumie 8 668 000 strat oszacowanych przez Kriwoszejewa.
- Rosyjskie źródła podają 7,420 milionów cywilów zabitych w wojnie, w tym podczas oblężenia Leningradu. Źródła cytowane dla tej liczby pochodzą z okresu radzieckiego[20]. Liczba 7,4 miliona została zakwestionowana przez Zemskowa, który uważał, że rzeczywista liczba ofiar wśród ludności cywilnej wyniosła co najmniej 4,5 miliona. Utrzymywał, że oficjalne dane obejmowały jeńców wojennych, osoby emigrujące z kraju, osoby ewakuowane w czasie wojny uznane za zaginione, a także milicję i partyzantów[24].
- Źródła rosyjskie utrzymują, że w regionach okupowanych przez Niemcy zginęło 4,1 miliona osób[25].
- Więźniowie łagrów – Według Zemskowa „z powodu ogólnych trudności w obozach w latach 1941–1945 w łagrach i więzieniach zmarł około 1 milion więźniów”[26]. Anne Applebaum cytuje rosyjskie źródła, które podają liczbę ofiar śmiertelnych łagrów w latach 1941–1945 na 932 000[27].
- Deportacja mniejszości etnicznych – źródła rosyjskie podają liczbę 309 000 ofiar[28].
- Zgony związane z wojną osób urodzonych podczas wojny – według Andrejewa, Darskiego i Charkowej nastąpił wzrost śmiertelności niemowląt o 1,3 miliona[3].

## Liczby ofiar w poszczególnych republikach radzieckich
Rosyjski historyk Wadim Erlikman szacuje całkowitą liczbę ofiar militarnych na 10,7 miliona, zwiększając szacunkową sumę 8,7 miliona Kriwoszejewa o dodatkowe dwa miliony, które prawdopodobnie obejmują sowieckich jeńców wojennych zmarłych w nazistowskiej niewoli, partyzantów i milicję.
| Republika          | Liczba mieszkańców w 1940 | Ofiary militarne | Ofiary cywilne | suma       | Liczba ofiar jako procent populacji z 1940 r. |
| ------------------ | ------------------------- | ---------------- | -------------- | ---------- | --------------------------------------------- |
| Armeńska SRR       | 1 320 000                 | 150 000          | 30 000         | 180 000    | 13,6%                                         |
| Azerbejdżańska SRR | 3 270 000                 | 210 000          | 90 000         | 300 000    | 9,1%                                          |
| Białoruska SRR     | 9 050 000                 | 620 000          | 1 670 000      | 2 290 000  | 25,3%                                         |
| Estońska SRR       | 1 050 000                 | 30 000           | 50 000         | 80 000     | 7,6%                                          |
| Gruzińska SRR      | 3 610 000                 | 190 000          | 110 000        | 300 000    | 8,3%                                          |
| Kazachska SRR      | 6 150 000                 | 310 000          | 350 000        | 660 000    | 10,7%                                         |
| Kirgiska SRR       | 1 530 000                 | 70 000           | 50 000         | 120 000    | 7,8%                                          |
| Litewska SRR       | 2 930 000                 | 25 000           | 350 000        | 375 000    | 12,7%                                         |
| Łotewska SRR       | 1 890 000                 | 30 000           | 230 000        | 260 000    | 13,7%                                         |
| Mołdawska SRR      | 2 470 000                 | 50 000           | 120 000        | 170 000    | 6,9%                                          |
| Rosyjska SRR       | 110 100 000               | 6 750 000        | 7 200 000      | 13 950 000 | 12,7%                                         |
| Tadżycka SRR       | 1 530 000                 | 50 000           | 70 000         | 120 000    | 7,8%                                          |
| Turkmeńska SRR     | 1 300 000                 | 70 000           | 30 000         | 100 000    | 7,7%                                          |
| Uzbecka SRR        | 6 550 000                 | 330 000          | 220 000        | 550 000    | 8,4%                                          |
| Ukraińska SRR      | 41 340 000                | 1 650 000        | 5 200 000      | 6 850 000  | 16,3%                                         |
| Niezidentyfikowane |                           | 165 000          | 130 000        | 295 000    |                                               |
| Suma               | 194 090 000               | 10 700 000       | 15 900 000     | 26 600 000 | 13,7%                                         |